# الليالي الطويلة (فلم)
الليالي الطويلة فيلم بطولة نادية لطفي، محمود مرسي، وداد حمدي، شفيق نور الدين، عزيزة حلمي. تأليف أمين يوسف غراب إخراج أحمد ضياء الدين إنتاج 1967.

## فريق العمل
- نادية لطفي
- وداد حمدي
- نادية سيف النصر
- عزيزة حلمي
- بوسي
- نورا
- حسين الشربيني
- محمود مرسي
- خالد أبو النجا
- شفيق نور الدين

## روابط خارجية
- مقالات تستعمل روابط فنية بلا صلة مع ويكي بيانات